# Braggiotti Sisters
Le Braggiotti Sisters furono un duo di danzatrici italiane operanti a Boston negli anni venti. Era formato da due sorelle nate a Firenze: Berta (Berthe) Braggiotti (Firenze, 1 maggio 1901 - Boston, 16 febbraio 1928) e Francesca Braggiotti (Firenze, 17 ottobre 1902 - Marbella, 25 febbraio 1998). In rare esibizioni fece la sua apparizione anche la sorella minore Gloria (Firenze, 1909 - Siracusa, 2003).

## Biografia
Berta e Francesca erano le prime di otto fratelli e sorelle, tutti destinati al successo in campo artistico, figli di Isidoro Braggiotti, un tenore italiano nato a Parigi, e di Lily Schlesinger, mezzosoprano di Boston, entrambi convertiti al buddismo. Tra i loro fratelli si ricordano il pianista Mario Braggiotti e l'attore Herbert Braggiotti.
Gli otto fratelli furono addestrati alla danza, alla musica e al canto dai loro stessi genitori, in una grande villa, dai salotti stuccati e variopinti,  che dominava le colline fiorentine in posizione panoramica (Villa Braggiotti).
Nel 1919, dopo la prematura scomparsa della madre, tutta la famiglia si trasferì negli Stati Uniti, a Boston.
Francesca e sua sorella Berta aprirono uno studio di danza sopra la Caserma dei Vigili del Fuoco di Brookline. Per una esibizione pubblica, sponsorizzata dall'esclusivo Vincent Club, il Sindaco fu interpellato sui limiti della pubblica decenza, in quanto aveva autorizzato a fini artistici i loro costumi, pur essendo troppo ridotti per essere ammessi in una spiaggia pubblica.
La scuola di danza delle Braggiotti Sisters, oltre ad essere la più costosa e richiesta dell'epoca fu la prima a introdurre a Boston il movimento espressionista nella danza e una nuova visione della salute e della bellezza.
Il duo ebbe un successo travolgente nella Boston del primo dopoguerra; ecco alcune recensioni: "Due sorelle poliglotte straordinariamente attraenti e di talento, chiamate Berta e Francesca Braggiotti, furono il più grande avvenimento della società Bostoniana da quando Jack Gardner fumò una sigaretta in pubblico e costruì la Fenway Court".
Dopo la prematura scomparsa della sorella maggiore (1928), Francesca passò al cinema e al doppiaggio. La Scuola di danza delle Braggiotti Sisters fu per breve tempo diretta dalla sorella minore Gloria, che successivamente lasciò l'attività per diventare una fotografa e scrittrice di successo. In un suo libro che ebbe grande diffusione, Gloria Braggiotti descrisse gli anni adolescenziali trascorsi in famiglia nella villa fiorentina.